# Polífora

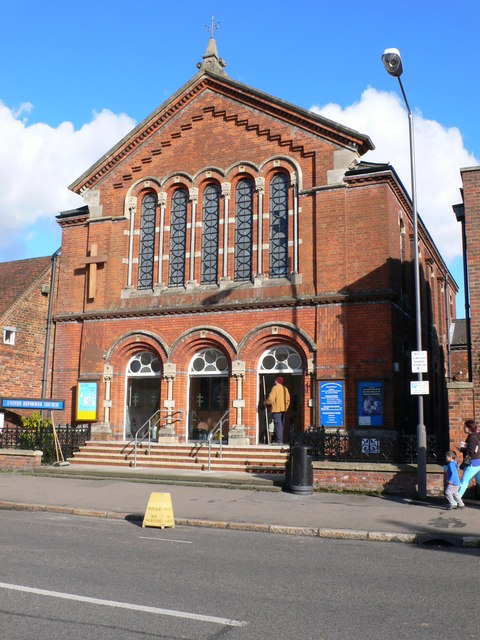
Iglesia Reformada Unida de Beaconsfield, Aylesbury End, Beaconsfield, Buckinghamshire, vista desde el oeste-suroeste. Construida en 1874-1875

Se denomina polífora a una ventana múltiple, formada por un conjunto de aberturas dispuestas consecutivamente. Se suelen utilizar en los pisos superiores de torres y campanarios, donde es necesario aligerar la estructura con aberturas más amplias. El término polífora generalmente se refiere a una ventana con al menos cinco aberturas consecutivas.

## Resumen
La polífora es una ventana con varias partes, dividida por pequeñas columnas o pilastras. Cada parte tiene un pequeño arco, que puede ser redondo o, más a menudo, puntiagudo. En ocasiones, las aberturas centrales pueden ser más altas que las laterales. El espacio entre los arcos suele estar decorado o perforado. La ventana polífora es típica de la arquitectura gótica y se usa ampliamente para decorar grandes catedrales en el norte de Europa, particularmente en Bélgica y los Países Bajos, donde se convirtió en una verdadera característica de distinción y personalización de la arquitectura gótica francesa. La polífora también se usa mucho en el gótico veneciano para decorar las salas principales de los palacios de la ciudad.
Estas ventanas a veces pueden tomar nombres específicos que indican el número exacto de aberturas: pentáfora (cinco partes) y hexáfora (seis partes) son las más comunes. Más raras son las ventanas con mayor número de aberturas; por ejemplo la polífora de ocho partes de la Università Ca' Foscari en Venecia.

## Galería

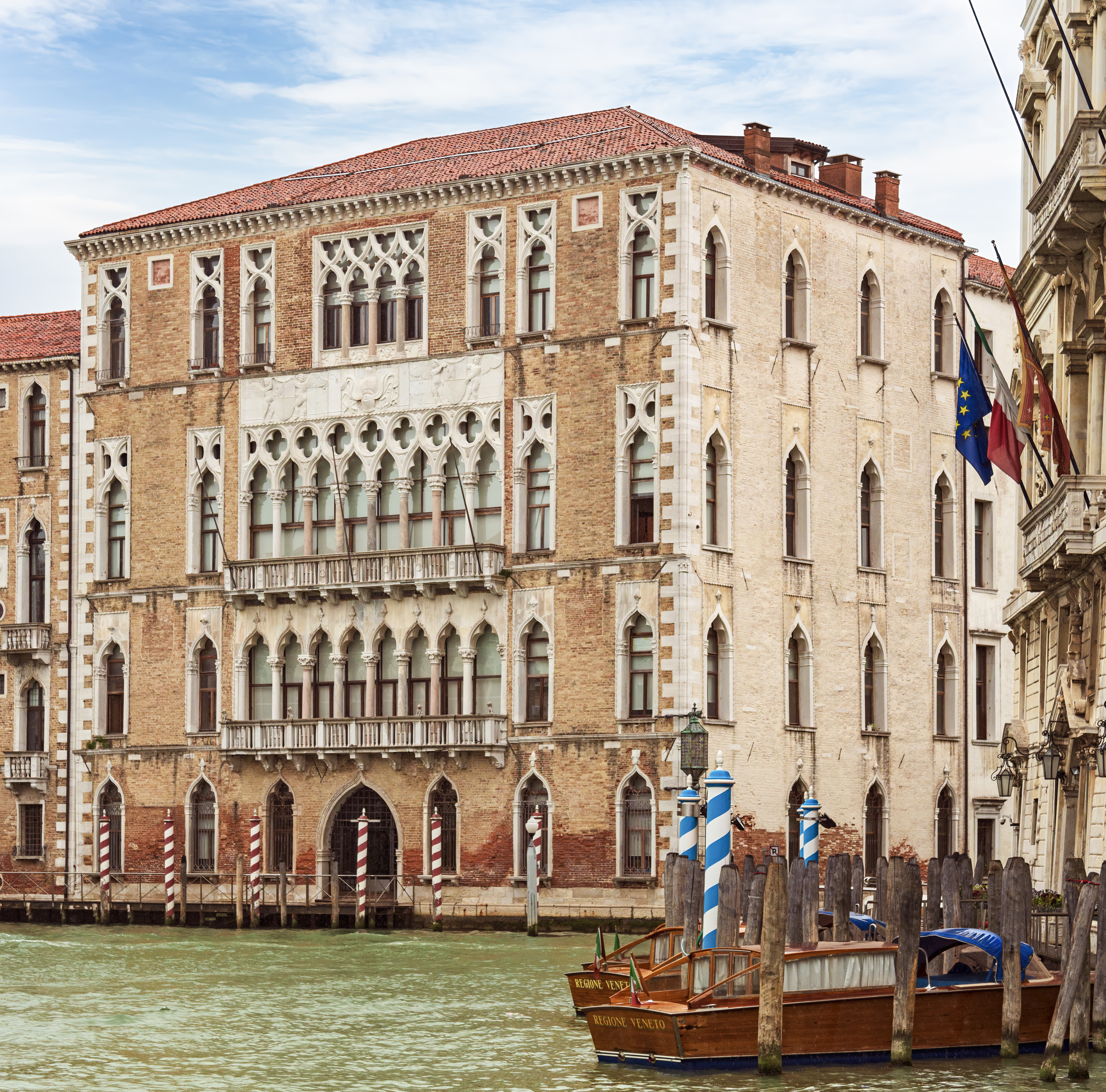
Ca'Foscari, fachada del Gran Canal.
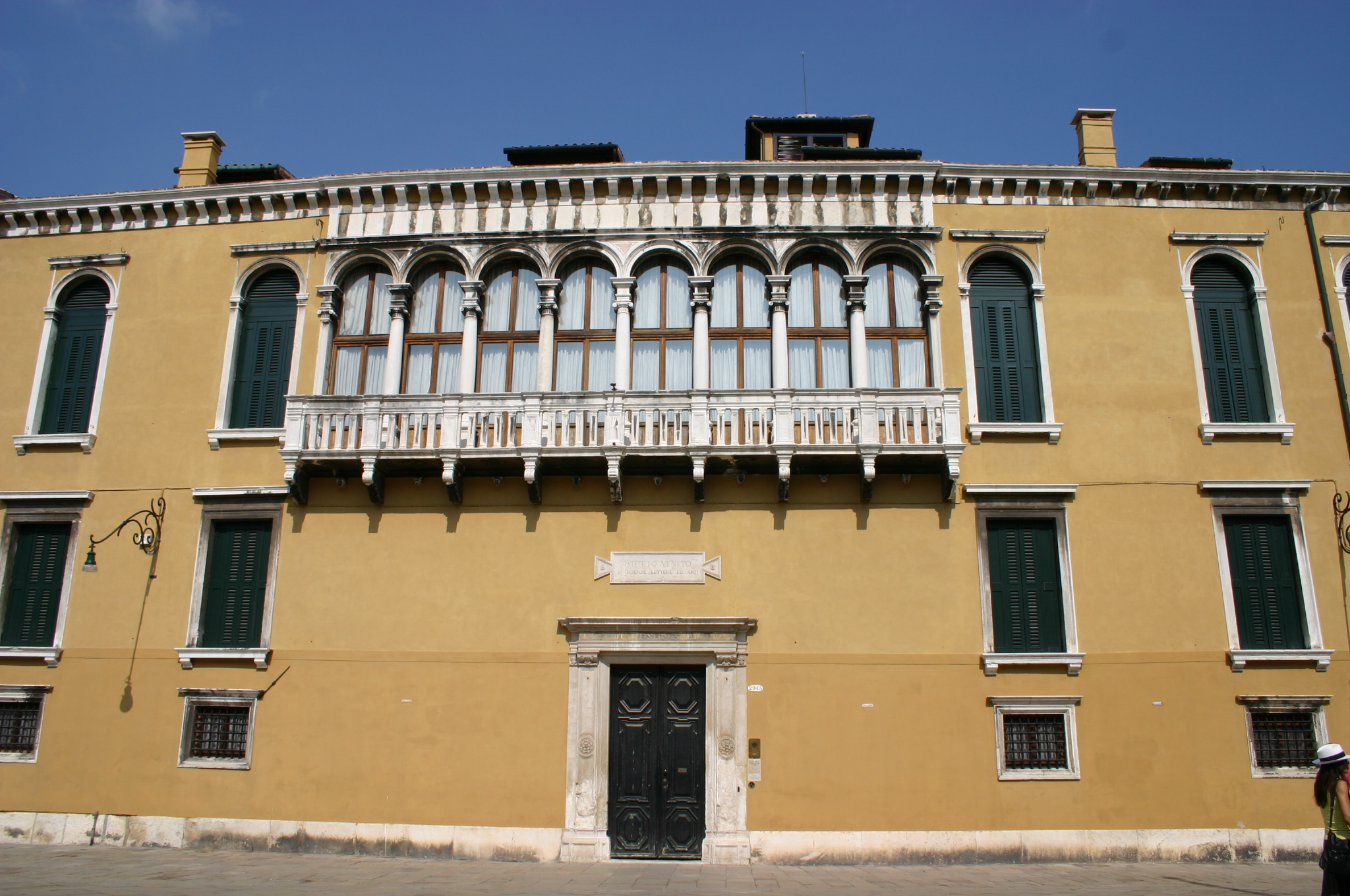
Fachada principal de Ca' Loredan, Venecia.
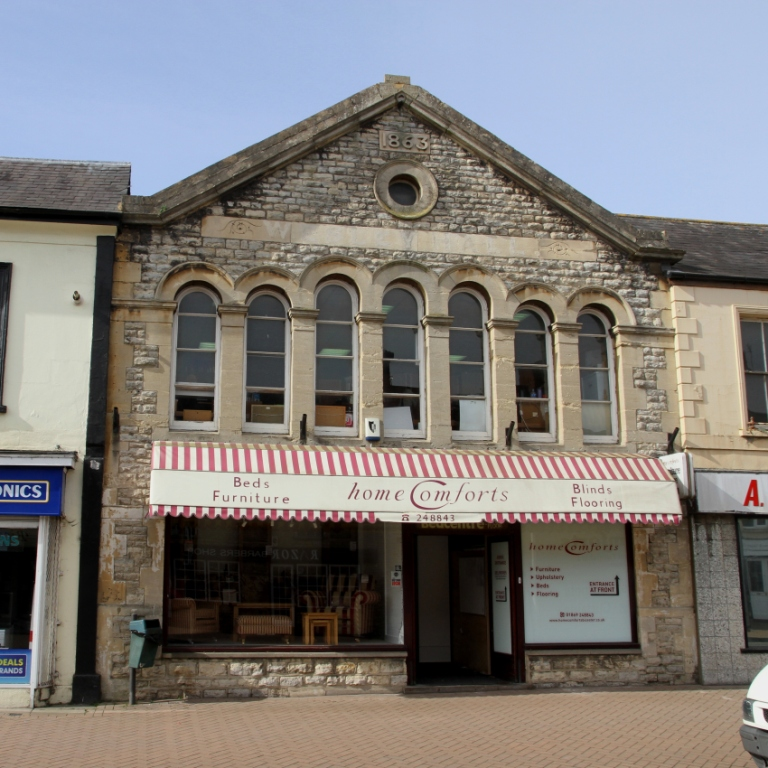
Iglesia Metodista Libre Unida, Bicester.
Una ventana de la antigua iglesia parroquial de St Michael, Leonard Street, Londres.

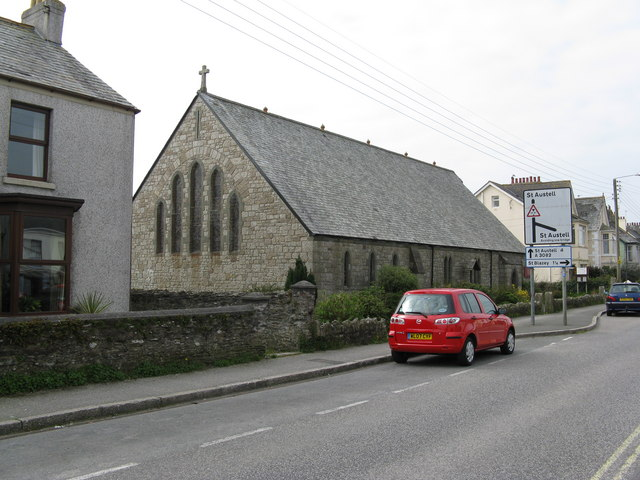
Iglesia parroquial del Buen Pastor, Par Green, Par, Cornwall.
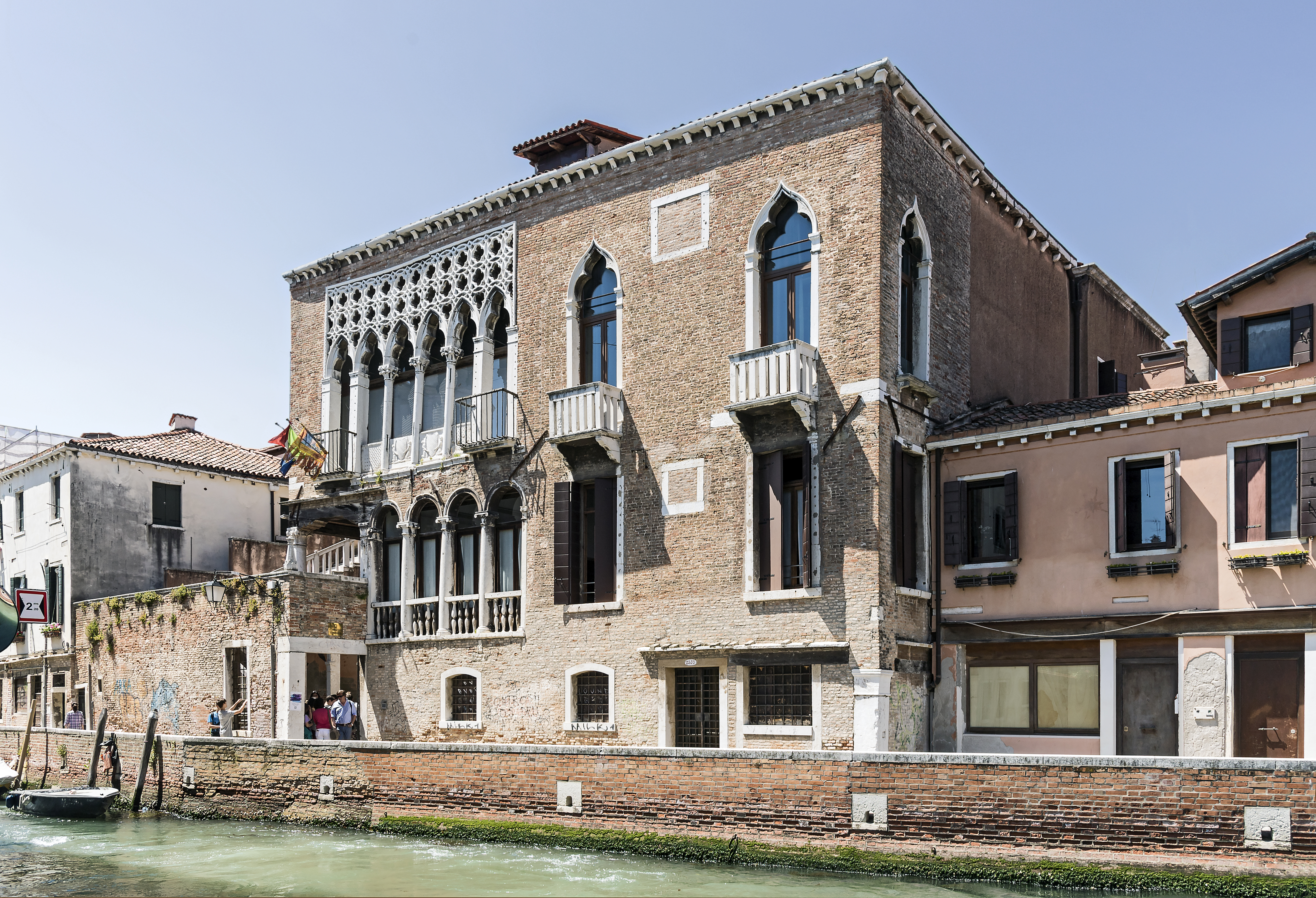
Palacio Ariani, Venecia
Palacio Mastelli del Cammello, Venecia
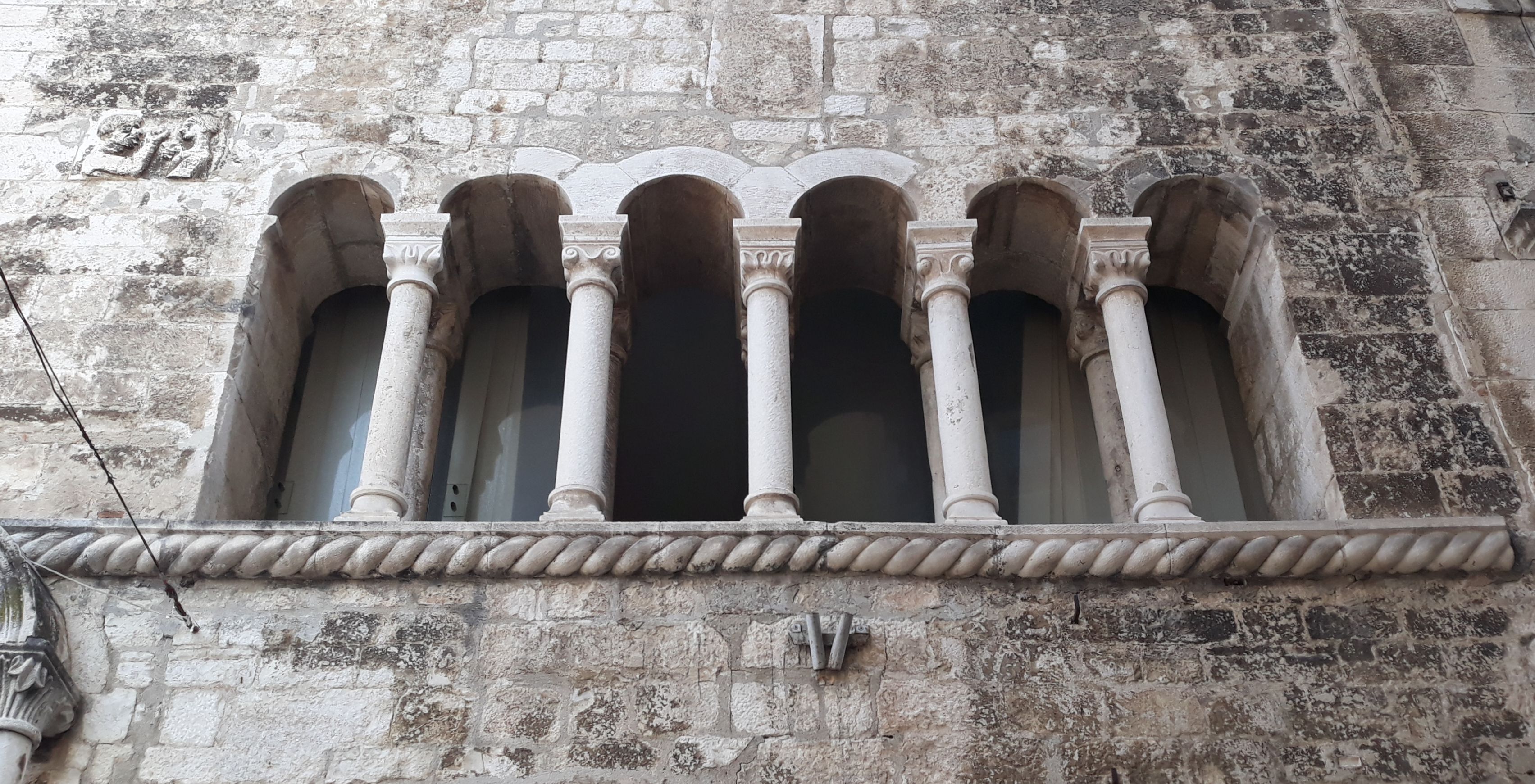
Polífora del Palacio Ciprianis-Benedetti en Split, Croacia